# Джакомо Беретта
Джакомо Беретта (італ. Giacomo Beretta, нар. 14 березня 1992, Варезе) — італійський футболіст, нападник клубу «Про Патрія». Відомий за виступами в низці італійських клубів. Чемпіон Італії.

## Клубна кар'єра
Джакомо Беретта народився 1992 року в місті Варезе. Розпочав займатися футболом у юнацькій команді клубу «Варезе», пізніше грав за юнацькі команди клубів «АльбіноЛеффе» та «Мілан». У 2010 році Беретта розпочав грати за першу команду клубу «Мілан», проте до основного складу не пробився, і в 2011 році керівництво клубу віддало футболіста в оренду до команди «Асколі». У 2012 році нападник грав у оренді спочатку в клубі «Юве Стабія», а пізніше був переведений до клубу третього італійського дивізіону «Павія», в якому гравець відзначився високою результативністю, відзначившись 10 забитими голами в 29 проведених матчах за клуб.
У 2013 році Джакомо Беретта знову на правах оренди перейшов до клубу «Лечче», в якому грав до 2014 року. У 2014 році футболіст також на правах оренди перейшов до клубу «Про Верчеллі», в якій грав до 2016 року. У 2016—2017 роках нападник також на правах оренди грав у складі клубів «Віртус Ентелла» та «Карпі».
У 2017 році Беретта вже на правах постійного контракту став гравцем клубу «Фоджа». У 2018 році футболіст удруге за кар'єру, цього разу на умовах постійного контракту, став гравцем клубу «Асколі», в якому грав до 2020 року. У 2020 році нападник перейшов до клубу «Падова», проте в ньому не заграв, і в 2021 році став гравцем клубу «Читтаделла», в якому грав до 2023 року, але високою результативністю не відзначався, забивши в 58 проведених матчах за клуб 10 м'ячів.
У 2023 році Беретта вдруге за кар'єру став гравцем клубу «Фоджа», з якого його в 2024 році відправили в оренду до клубу «Лекко».
З 2024 року Джакомо Беретта грає в складі клубу «Про Патрія».

## Виступи за збірні
У 2009 році Джакомо Беретта дебютував у складі юнацької збірної Італії, загалом на юнацькому рівні грав до 2011 року, та взяв участь у 38 іграх, відзначившись 20 забитими голами.

## Титули і досягнення
- Чемпіон Італії (1):

«Мілан»: 2010–2011